# Ng (chirilic)
Ng (în limba kazahă) (Ң, ң) este folosit în limba bașkiră, limba kazahă, limba kirghiză și limba kalmîkă, unde reprezintă sunetul /ŋ/.

## Transliterație
În limba kazahă, se transliterează ca ñ sau ng, și în limba kyrgyză se transliterează în ņ.